# رنو مودس
رنو مودس (Renault Modus) خودرویی است که از سال ۲۰۰۴—۲۰۱۲ تولید شده‌است.
این خودرو در کلاس مینی ام‌پی‌وی قرار گرفته، طراحی آن خودروهای موتور جلو-محور جلو بوده طول آن در حالت طبیعی ۳٬۷۹۰ میلیمتر (۱۴۹٫۲ اینچ)، عرض آن در حالت طبیعی ۱٬۶۹۵ میلیمتر (۶۶٫۷ اینچ) و ارتفاع آن در حالت طبیعی ۱٬۵۹۰ میلیمتر (۶۲٫۶ اینچ) است.